# Leslie Thorne
William Roberts Leslie Thorne (23 de junho de 1916 – 13 de julho de 1993) foi um automobilista britânico nascido na Escócia que participou do Grande Prêmio da Grã-Bretanha de Fórmula 1 de 1954.